# هيذر سمول
هيذر سمول (بالإنجليزية: Heather Small)‏ هي مغنية بريطانية، ولدت في 20 يناير 1965 في لندن في المملكة المتحدة.

## وصلات خارجية
- هيذر سمول على موقع IMDb (الإنجليزية)
- هيذر سمول على موقع ميوزك برينز (الإنجليزية)
- هيذر سمول على موقع أول ميوزيك (الإنجليزية)
- هيذر سمول على موقع ديسكوغز (الإنجليزية)